# واکنش دمایو
واکنش دمایو (به انگلیسی: DeMayo reaction) یک واکنش فتوشیمیایی است که در آن فرم انول یک ۳٬۱-دی‌کتون با آلکن (یا گونه‌های دیگر حاوی پیوند C=C) واکنش نشان می‌دهد و در نتیجه آن حلقه سیکلوبوتان ایجاد شده و سپس تحت یک واکنش رترو آلدول به ۵٬۱-دی‌کتون تبدیل می‌شود:
| De Mayo startAnimGif |
| سازوکار واکنش دمایو  |